# Ole Sørensen (labdarúgó)
Ole Sørensen (Koppenhága, 1937. november 25. – 2015. január 29.) dán válogatott labdarúgó. 
A dán válogatott tagjaként részt vett az 1964-es Európa-bajnokságon.

## Sikerei, díjai
KB
- Dán bajnok (1): 1968
- Dán kupa (1): 1969